# Всеукраїнський православний церковний Собор 1921

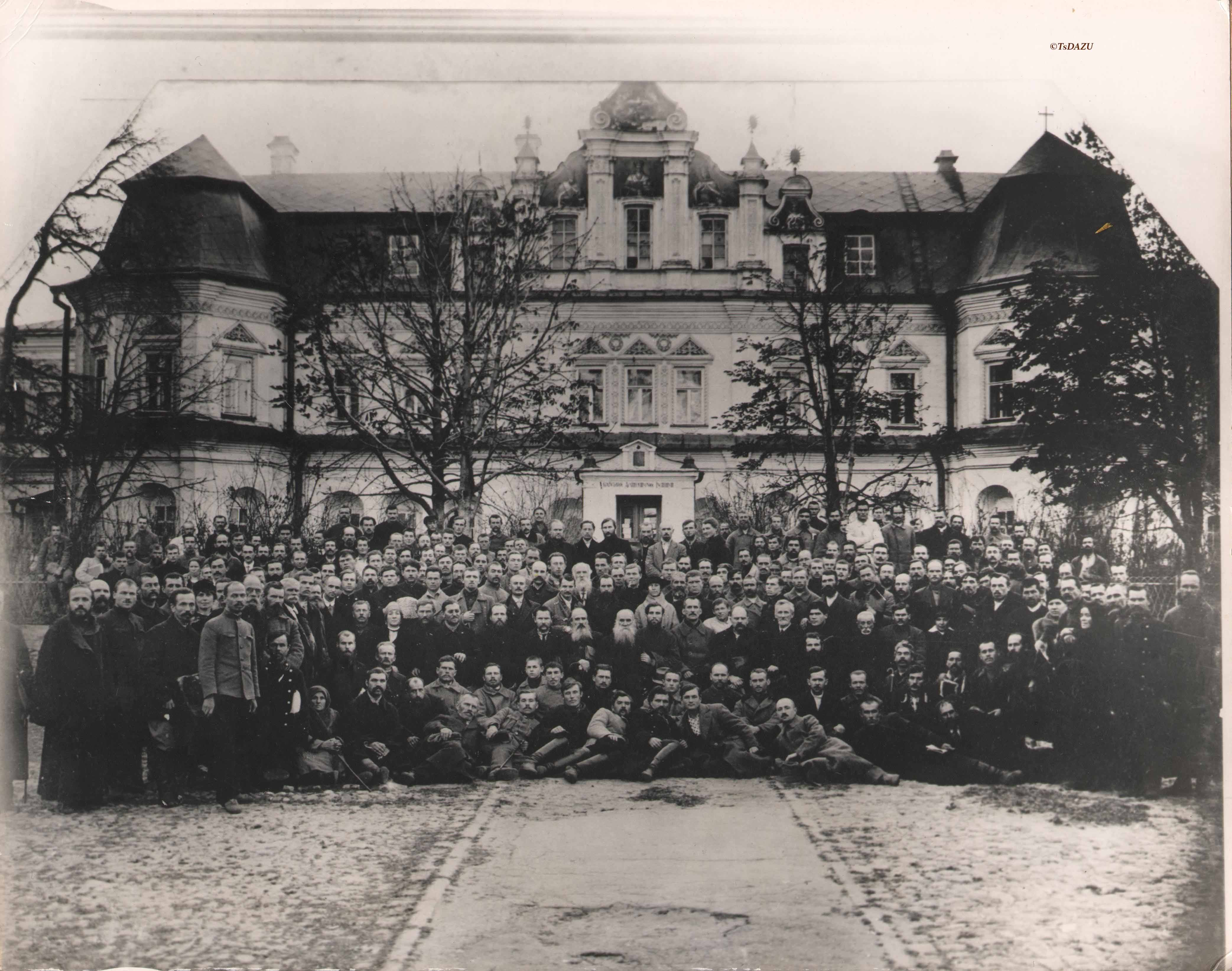
Делегати І-го Всеукраїнського Православного Церковного Собору. Київ, жовтень 1921 р.

Всеукраї́нський правосла́вний церко́вний Собо́р 1921 — церковний собор, який відбувся 14–30 жовтня 1921 року у Києві в Софійському соборі. Скликання собору було підготовлене Всеукраїнською православною церковною радою. Збереглися списки делегатів (432 особи із семи губерній України); склад делегатів на засіданнях не був сталим. Найчисленнішими були делегації від українських громад Києва (142 особи), Київщини (169 осіб), Чернігівщини (40 осіб), Полтавщини (39 осіб). Серед делегатів були священики, диякони, дяки, вчителі, селяни, робітники, студенти, урядовці, юристи, кооператори, письменники, агрономи, лісники, професори, представники ін. професій. Жоден із запрошених єпископів на собор не прибув.

## Значення
Собор здійснив організаційне оформлення Української автокефальної православної церкви – УАПЦ на засадах автокефалії, оголосивши недійсним акт від 1686 про підпорядкування Київської митрополії Московському патріархату РПЦ. В ухвалах собору поєдналися вимоги демократизації церковного життя з вимогами відродження українських церковних традицій (виборність парафіяльного духовенства, відродження стилю національного церковного будівництва, українського церковного співу і української православної обрядовості) та запровадження української мови в богослужінні. Всевладдя вищих ієрархів в організації Церкви було обмежене засадами соборноправності. Здійснення висвяти єпископів самими учасниками собору без участі єпископів (учасники собору посилалися при цьому на давні традиції Александрійського патріархату) означало рішучий розрив з організаційними засадами РПЦ та інших православних церков і стало підставою для різкої критики на адресу собору прихильників православної канонічності у формуванні єпископату. Проте делегати собору ухвалили, що надалі "священний чин хіротонії здійснюється за участі двох і більше єпископів по чину всесвітньої Східної Церкви".
Дотримуючись основ віровчення, затверджених на семи Вселенських соборах (див. Собори вселенські), і залишаючись "цілком на ґрунті православного розуміння Христової віри", собор прийняв "Канони Української православної церкви", головні положення яких наголошували на автокефалії як одній з принципових засад організації православної церкви ("автокефальні церкви народів і країн вільно єднаються у всесвітню єдину апостольську православну Христову Церкву") та на виборних засадах в організації церковного життя. Передбачалося перетворення життя монастирів "в напрямку первісних чернечих релігійно-трудових громад згідно з умовами сучасного загальноцерковного життя". Канони УАПЦ визнали за необхідне "ґрунтовний перегляд уставів сучасних Божих служб і обрядів" з метою вияву "живої церковно-релігійної творчості". Пастирство священнослужителів усіх рівнів розглядалося як служіння в церкві. Безшлюбність і належність до чернечого сану оголошено не обов'язковими для вступу на єпископське служіння в УАПЦ. Ці правила в організації церковного життя надавали ухвалам собору значення новітньої української церковної реформації.
Собор 21 жовтня обрав, а 23 жовтня хіротонізував руками всіх присутніх пресвітерів на першого єпископа УАПЦ й митрополита Київського і всієї України протоієрея В.Липківського, а його заступником обрав архієпископа Нестора Шараївського (див. Всеукраїнські православні церковні собори УАПЦ 1921, 1927, 1930).